# Belgien i olympiska vinterspelen 1976
Belgien deltog med fyra deltagare vid de olympiska vinterspelen 1976 i Innsbruck. Ingen av landets deltagare erövrade någon medalj.